# Mërgim
Mërgim, außerhalb des albanischen Sprachraums auch Mergim, ist ein albanischer männlicher Vorname mit der Bedeutung „Emigration“.

## Namensträger
- Mërgim Berisha (* 1998), kosovarischer Fußballspieler
- Mërgim Brahimi (* 1992), kosovarisch-albanisch-schweizerischer Fußballspieler
- Mergim Fejzullahu (* 1994), albanischer Fußballspieler
- Mergim Mavraj (* 1986), deutscher Fußballspieler albanischer Herkunft
- Mërgim Neziri (* 1993), deutscher Fußballspieler
- Mërgim Vojvoda (* 1995), kosovarisch-belgischer Fußballspieler